# Тауї плямистий
Тауї плямистий (Pipilo maculatus) — вид горобцеподібних птахів родини Passerellidae. Поширений у Північній Америці.

## Поширення
Птах гніздиться на заході США, суміжних регіонах Канади, у Мексиці та Гватемалі. Північні популяції на зимівлю мігрують у південніші райони. Мешкає в багатих чагарниками районах і відкритих лісах, чапаралях, чагарниках і міських садах.

## Опис
Птах завдовжки від 18 до 21 см. Важить від 33 г до 49 г. Має червоні очі. Є невеликий статевий диморфізм. Самець має чорну або темно-коричневу голову, верхню частину грудей і спину зі світлими плямами на спині, крилах і хвості. Боки кольору кориці, а грудка біла. Самиця зберігає той самий візерунок, але менш темна у верхній частині.

## Спосіб життя
Їжу шукає на землі серед сухого листя або в кущах. Харчується членистоногими, насінням і плодами.

## Підвиди
Виділяють 21 підвид:
- Pipilo maculatus arcticus (Swainson, 1832)
- Pipilo maculatus chiapensis Van Rossem, 1938
- Pipilo maculatus clementae Grinnell, 1897
- Pipilo maculatus consobrinus Ridgway, 1876
- Pipilo maculatus curtatus Grinnell, 1911
- Pipilo maculatus falcifer McGregor, 1900
- Pipilo maculatus falcinellus Swarth, 1913
- Pipilo maculatus gaigei Van Tyne & Sutton, 1937
- Pipilo maculatus griseipygius Van Rossem, 1934
- Pipilo maculatus macronyx Swainson, 1827
- Pipilo maculatus maculatus Swainson, 1827
- Pipilo maculatus magnirostris Brewster, 1891
- Pipilo maculatus megalonyx S. F. Baird, 1858
- Pipilo maculatus montanus Swarth, 1905
- Pipilo maculatus oaxacae Sibley, 1950
- Pipilo maculatus oregonus Bell, 1849
- Pipilo maculatus orientalis Sibley, 1950
- Pipilo maculatus repetens Griscom, 1930
- Pipilo maculatus socorroensis Grayson, 1867
- Pipilo maculatus umbraticola Grinnell & Swarth, 1926
- Pipilo maculatus vulcanorum Sibley, 1951